# Малыш Феликс
«Малы́ш Фе́ликс» (англ. Baby Felix; яп. ベイビーフィリックス, Beibī Firikkusu) — японский анимационный телесериал для детей, рассказывающий о приключениях юного кота Феликса и его детских версиях из телешоу Джо Ориоло «Кот Феликс» 1950-х годов. Это третий телесериал о Феликсе. Шоу было запущено сыном Ориоло, Доном Ориоло, в 2000 году при участии компаний JBC Educational, NEC Interchannel, AEON Studios of Japan и SMEC Media & Entertainment of Taiwan.
Телесериал состоит 26 получасовых эпизодов. Он продолжает традицию «детских перезапусков мультфильмов», наряду с такими шоу, как Muppet Babies, «Малыши Луни Тюнз», «Том и Джерри. Детские годы» и The Flintstone Kids.
Сериал стал доступен на платформе Peacock 15 июля 2020 года; на данный момент он также доступен на The Roku Channel.

## Краткое содержание
Это история о том времени, когда Феликс был ещё маленьким ребёнком и его звали «Малыш Феликс». Он очень умный, любознательный, энергичный, а также имеет большую мечту на будущее. Всё начинается с чуда: Малыш Феликс, мечтающий стать игроком Главной бейсбольной лиги, невероятным образом перемещается во времени и попадает в своё будущее. Там он встречает взрослого себя и узнаёт, что действительно стал бейсболистом Главной лиги. Через множество увлекательных приключений они становятся большими друзьями.

## Актёры озвучивания
- Малыш Феликс: Юми Тома[1] (японская версия); Дениз Нежам (английская версия).
- Феликс: Тосихико Сэки[1] (японская версия); Дон Ориоло (английская версия).
- Марин Китти / Малышка Китти: Ай Маэда[1] (японская версия); Дженнифер Брассар (английская версия).
- Скиппи: Мотоко Кумаи[1] (японская версия).
- Муки: Ноко Коноха[1] (японская версия).
- Мими: Ацуко Эномото[1] (японская версия); Дженнифер Брассар (английская версия).
- Тату: Хисайо Мотидзуки[1] (японская версия).
- Булл / Бифф: Тэссё Гэнда[1] (японская версия).
- Рок Боттом: Коити Нагано (японская версия).
- Зу: Коити Сакагути (японская версия).
- Профессор: Тосиюки Морикава[1] (японская версия); Дон Ориоло (английская версия).
- Мастер Цилиндр: Коити Нагано (японская версия); Дон Ориоло (английская версия).
- Пойндекстер: Каппей Ямагути[1] (японская версия); Дон Ориоло (английская версия).
- Марти: Рюсэй Накао (японская версия).
- Маджорина / Эсмеральда: Рэй Сакума[1] (японская версия); Дженнифер Брассар (английская версия).
- Комментатор: Сётаро Морикубо (японская версия).

## Персонажи
- Малыш Феликс: трёхлетний котёнок с волшебной сумкой. Влюблён в Малышку Китти. Часто путешествует во времени, чтобы повидаться с собой из будущего.
- Феликс: возлюбленный Китти. Один из главных героев наряду с младшей версией себя. Стал бейсболистом Главной лиги, часто даёт Малышу Феликсу волшебную сумку и предупреждает быть осторожным.
- Марин Китти / Малышка Китти: влюблена в Малыша Феликса, мечтает стать как знаменитая Китти Кэт. Дружит с Мими.
- Скиппи: пёс, играющий в бейсбол с Тату. Он и Малыш Феликс умеют играть в бейсбол.
- Муки: мышонок, который любит рыбачить. Один из друзей Малыша Феликса.
- Мими: милая и любознательная девочка. Подруга Малышки Китти.
- Тату: птица, любящая свистеть. Играет в бейсбол со Скиппи.
- Булл / Бифф: злобные бульдоги, которые хотят издеваться над Малышом Феликсом, когда тот проводит весёлый день с Малышкой Китти.
- Рок Боттом: бывший бейсболист, известный также как слуга Профессора.
- Зу: персонаж, появляющийся в аниме.
- Профессор: главный антагонист сериала. Хочет украсть волшебную сумку Малыша Феликса, но ему это не удаётся.
- Мастер Цилиндр: робот Профессора.
- Пойндекстер: племянник Профессора.
- Марти: инопланетянин, похищающий Малышку Китти.
- Маджорина / Эсмеральда: ведьма, помогающая Малышу Феликсу летать на метле.

- Комментатор: ведущий спортивных трансляций Киттенвилля.

## Эпизоды
Каждый эпизод длится полчаса и содержит четыре подэпизода, составляющих общую сюжетную линию. После двух подэпизодов следует музыкальная вставка «Музыкальное время» (обе вставки длятся в общей сложности две минуты).

## Цензура на английском языке
Эпизод 63 больше не транслируется на каналах Peacock и Roku.

## Критика
Дэвид Корнелиус из DVD Talk рецензировал первый DVD-диск и заявил, что это был «ужасный опыт просмотра». По словам Корнелиуса, поклонники «Кота Феликс» были совсем не довольны тем, что предлагал этот мультфильм. Рецензент подтвердил их негодование, назвав «Малыша Феликса» «невыносимой кашей». Телесериал балансировал между вдохновлённой безвкусностью и жалким, болезненным телевизионным провалом. Английская озвучка делала просмотр ещё более странным из-за добавления различных восклицаний, пауз и рычаний, чтобы как-то заполнить неподходящие движения рта персонажей. Присутствующие в сериале короткометражки делали его излишне повторяющимся не только в плане сюжета, но и анимации — многие кадры неоднократно повторялись ради экономии на производстве. Каждый эпизод сопровождался глупыми детскими песенками, которые сочетались с уже показанными ранее сценами, что ещё больше усиливало эффект однообразия. В целом, это был глупый и неумелый мультфильм, который, казалось, был создан исключительно для того, чтобы заполнить дыры в утренней сетке вещания. Корнелиус заключил, что даже любопытным зрителям лучше воздержаться от просмотра мультфильма.